# 15P/Finlay
15P/Finlay es un cometa periódico descubierto el 26 de septiembre de 1886 por el astrónomo sudafricano William Henry Finlay. desde el Real Observatorio del Cabo de Buena Esperanza, en Ciudad del Cabo, Sudáfrica. Con un periodo orbital de 6 años y un afelio a una distancia del Sol superior a la de Júpiter, está clasificado como un cometa de la Familia de Júpiter.

## Órbita
Los primeros cálculos de su órbita indicaban una posible identidad con el cometa 54P/de Vico–Swift–NEAT que tras su primer avistamiento en 1844 no había vuelto a ser observado en ninguno de sus calculados retornos y se consideraba perdido. Se apuntaba que las discrepancias observadas entre las órbitas calculadas de ambos cometas se debían a perturbaciones ejercidas por Júpiter sobre el cometa, pero el astrónomo estadounidense Lewis Boss demostró que estas perturbaciones no existían desmontando la posibilidad de la identificación del nuevo cometa con el cometa De Vico.
Se ha calculado que el paso de este cometa por el perihelio que tendrá lugar en 2060, pasará a una distancia de solo 0,05 UA de la Tierra.

## Actividad
Este cometa siempre ha llamado la atención tras su descubrimiento por la aparente falta de actividad y de lluvias de meteoros asociadas a él, incluso tras calcularse acercamientos históricos tan cercanos como 0,044 UA en 1714, y que hubiesen permitido un descubrimiento más temprano.
Simulaciones de su órbita previas a su descubrimiento, muestran que la inclinación del cometa antes de 1760 era de 22°, cayendo a partir de entonces hasta los 2°. Esto quiere decir que antes de ese año, la órbita del cometa le mantenía alejado del cinturón de asteroides donde es más probable el bombardeo de su superficie con partículas y otros elementos que contiene, pudiendo ser considerado como un cometa durmiente estando su superficie cubierta con un manto de material no volátil que impide su sublimación y actividad a la espera de que algún evento exterior penetre esta capa y la exponga y sea la causa de estallidos esporádicos, más probables ahora que transita por el cinturón de asteroides. Este estado durmiente parece confirmarse con el hecho que el cometa ha mostrado un descenso de brillo en cada paso por el perihelio registrándose un aumento en sistemático de magnitud de 0,5 por perihelio desde su descubrimiento.
Se ha calculado que el radiante teórico para una lluvia asociada a este cometa estaría situado históricamente en las constelaciones de Telescopio y Escorpio que presentan pobres condiciones para observadores históricos del hemisferio norte, pero tampoco observaciones sistemáticas con medios modernos dan una identidad fiable de las lluvias registradas con el paso por el perihelio de este cometa.
Se ha apuntado además que la influencia gravitatoria de Júpiter hace que la órbita de las posibles partículas eyectadas por el cometa se alejen de la Tierra previniendo de un encuentro con esta. Por otro lado se ha calculado que la velocidad del encuentro de los meteoros con la atmósfera terrestre sería de solo 16 km/s, que producirían lluvias muy débiles solo al alcance de medios de detección muy sofisticados.
En diciembre de 2014 y en enero de 2015 fueron detectados dos estallidos diferentes, en el primero de los cuales el cometa incrementó su brillo en 3 magnitudes y el segundo en 4 o 5 magnitudes. La energía específica emitida en el conjunto de los dos estallidos es similar a la del estadillo del cometa 17P Holmes de 2007 aunque el mecanismo más probable de estallido en el caso de este cometa, la cristalización de hielo amorfo, que se produce a la distancia de 2,5 UA cuando la radiación solar ya es suficiente para provocar la reacción, no es probable que sea el mismo que el de 15P Finlay que se encontraba ya a 1,0 UA en el momento del mismo.
Se determinó que los restos de estos estallidos se encontrarían con la Tierra provocando una lluvia de meteoros en octubre de 2021 prediciéndose un radiante en la constelación de Ara con unas condiciones de observación favorables para observadores del sur de África.
Un primer avistamiento de meteoros en la posición prevista se detectó el 27 de septiembre de 2021 provenientes del paso por el perihelio del cometa en 1988 y 1995. Se contabilizaron 13 meteoros muy débiles con una velocidad de entrada de 10,8 km/s. Estas lluvias se registraron por la IAU con el número 1130 y denominadas Áridas.
El 6 de octubre y en la fecha prevista, se avistaron de nuevo meteoros, en este caso los asociados a los estallidos de 2014 y 2015. Se contabilizaron 33 meteoroides y una velocidad de 10,5 km/s. Observaciones por radar arrojaron una Tasa horaria zenital de 80 ± 10 meteoros/hora.